# Balcaria e Circassia al Turkvision Song Contest
La Balcaria (Cabardino-Balcaria) assieme alla Circassia (Karačaj-Circassia) hanno partecipato a 3 edizioni del Turkvision Song Contest a partire dal 2013. Le emittenti che hanno curato la competizione sono GTRK Kabardino-Balkaria (Balcaria) e Arkhyz 24 (Circassia). Si ritirano nel 2015 per tornare poi nel 2017.

## Partecipazioni
- Primo posto
- Secondo posto
- Terzo posto
- Ultimo posto

| Anno                            | Artista         | Canzone           | Posizione           | Punti               | Note                |                     |
| ------------------------------- | --------------- | ----------------- | ------------------- | ------------------- | ------------------- | ------------------- |
| 2013                            | Eldar Zhanikaev | Eldar Zhanikaev   | -                   | -                   | [ 1 ]               |                     |
| 2014                            | Eldar Zhanikaev | "Barama" (Барама) | -                   | -                   | [ 1 ]               |                     |
| Nessuna partecipazione nel 2015 |                 |                   |                     |                     |                     |                     |
| 2017                            | Aris Appaev     | "Unutma Meni"     | Edizione cancellata | Edizione cancellata | Edizione cancellata | Edizione cancellata |
| Nessuna partecipazione nel 2020 |                 |                   |                     |                     |                     |                     |